# حجم التوزع
في علم الأدوية، حجم التوزع (VD، يعرف أيضًا بحجم التوزع الظاهري، حرفيًا، حجم التخفيف) هو الحجم المُفترَض الضروري لاحتواء كل كمية الدواء المُعطَى بنفس التركيز المُلاحَظ في البلازما الدموية. بعبارة أخرى، هو نسبة كمية الدواء في الجسم (الجرعة) إلى تركيز الدواء المُقاس في الدم، والبلازما، والسائل الخلالي غير المقيد.
يمثل حجم توزع دواء ما الدرجة التي يتوزع فيها هذا الدواء في أنسجة الجسم وليس في البلازما. يتعلق حجم التوزع بكمية الدواء المتوزعة في النسيج، إذا يشير حجم التوزع العالي إلى كمية أكبر من التوزع النسيجي. من الممكن أن يكون حجم التوزع أكبر من الحجم الكلي لماء الجسم (نحو 42 ليتر لدى البشر)، ويشير ذلك إلى أن الدواء مُوزَّع بصورة كبيرة في الأنسجة. بعبارة أخرى، يكون حجم التوزع أصغر في الأدوية التي تبقى في البلازما منه في الأدوية التي تتوزع بصورة كبيرة في الأنسجة.
في الأوقات الصعبة، الأدوية ذات الانحلالية العالية في الدهون (الأدوية غير القطبية)، أو ذات معدل التأين (التشرّد) المنخفض، أو ذات القدرة المنخفضة على الارتباط ببروتين البلازما، لها أحجام توزع أكبر من الأدوية التي تكون أكثر قطبية، أو أكثر تشرّداَ، أو تبدي قدرة عالية على الارتباط ببروتين البلازما في بيئة الجسم. قد يزداد حجم التوزع في حال القصور الكلوي (نظرًا لاحتباس السوائل)، والقصور الكبدي (نظرًا لتبدل سوائل الجسم والارتباط ببروتين البلازما). بالمقابل، قد ينقص في حال التجفاف.
يصف حجم التوزع البدئي التراكيز الدموية قبل بلوغ حجم التوزع الظاهري، ويستخدم نفس المعادلة.

## معادلات
يُعطَى حجم التوزع بالمعادلة التالية:
{\displaystyle {V_{D}}={\frac {\mathrm {total\ amount\ of\ drug\ in\ the\ body} }{\mathrm {drug\ blood\ plasma\ concentration} }}}
لذلك، يمكن أن تُحدَّد الجرعة المطلوبة لإعطاء تركيز بلازمي معين إذا كان حجم توزع الدواء معروفًا. حجم التوزع ليس قيمة فيزيائية بل هو انعكاس لكيفية توزع الدواء عبر الجسم بالاعتماد على خصائص فيزيائية كيميائية متعددة مثل الانحلالية، والشحنة، والحجم...إلخ.
تُقدَّر وحدة حجم التوزع عادة بالليتر. مع تغير تركيب الجسم مع تقدم العمر، ينقص حجم التوزع.
قد يُستخدَم حجم التوزع أيضًا لتحديد مدى سهولة انتشار دواء في أحياز الجسم النسيجية بالمقارنة مع الدم:
{\displaystyle {V_{D}}={V_{P}}+{V_{T}}\left({\frac {fu}{fu_{t}}}\right)}
حيث:
- VP = حجم البلازما.
- VT = حجم النسيج الظاهري.
- fu = الجزء غير المقيد في البلازما.
- fuT  = الجزء غير المقيد في النسيج.

## أمثلة
إذا أعطيت جرعة D من دواء ما ضمن الوريد دفعة واحدة، ستتوقع بشكل طبيعي أن تحقق فورًا تركيزًا دمويًا C0 يتناسب مع كمية الدم الموجودة ضمن الجسم {\displaystyle V_{blood}}. يُعبَّر عن ذلك رياضيًا على الشكل التالي:
{\displaystyle C_{0}=D/V_{blood}}
لكن ذلك عمومًا لا يحدث. عوضًا عن ذلك، أنت تلاحظ أن الدواء قد توزع في بعض الحجم الآخر. لذا على الأرجح أول سؤال تود أن تسأله هو: كم من الدواء لم يعد في المجرى الدموي؟ يحدد حجم التوزع ذلك من خلال تحديد الحجم الذي تحتاجه لتلاحظ أن التركيز الدموي المُقاس فعلًا.
أحد الأمثلة عن حالة بسيطة (أحادية الحجرة) هو إعطاء حجم توزع 8 ملغ/ كغ لإنسان. يملك الإنسان حجمًا دمويًا حوالي 0.08 لتر/ كغ. هذا يعطي تركيزًا دمويًا 100 ميكروغرام/ مل إذا بقي الدواء في المجرى الدموي فقط، وبالتالي سيكون حجم توزعه هو نفسه الحجم الدموي أي 0.08 ليتر/ كغ. إذا توزع الدواء في ماء الجسم، سيزيد حجم التوزع لحوالي 0.57 ليتر/ كغ.
إذا انتشر الدواء بسهولة في شحوم الجسم، قد يزداد حجم التوزع بشكل حاد، وأحد الأمثلة على ذلك هو الكلوروكين الذي يكون حجم توزعه 250 – 302 ليتر/ كغ.
في حالة الحجرة الوحيدة، يُعرَّف حجم التوزع بأنه: {\displaystyle V_{D}=D/C_{0}}، حيث C0 عمليًا هو تركيز مستقر عندما يكون الوقت مساوٍ للصفر من التراكيز البلازمية الأولى بعد الإعطاء داخل الوريد (يحتاج عادة نحو 5 – 30 دقيقة بعد إعطاء الدواء).